# Municipio de Butler (condado de Scott)
El municipio de Butler (en inglés: Butler Township) es un municipio ubicado en el condado de Scott en el estado estadounidense de Iowa. En el año 2010 tenía una población de 3638 habitantes y una densidad poblacional de 40,87 personas por km².

## Geografía
El municipio de Butler se encuentra ubicado en las coordenadas 41°43′25″N 90°29′43″O / 41.72361, -90.49528. Según la Oficina del Censo de los Estados Unidos, el municipio tiene una superficie total de 89.02 km², de la cual 88.45 km² corresponden a tierra firme y (0.64%) 0.57 km² es agua.

## Demografía
Según el censo de 2010, había 3638 personas residiendo en el municipio de Butler. La densidad de población era de 40,87 hab./km². De los 3638 habitantes, el municipio de Butler estaba compuesto por el 95.49% blancos, el 1.51% eran afroamericanos, el 0.08% eran amerindios, el 0.58% eran asiáticos, el 0.08% eran isleños del Pacífico, el 0.55% eran de otras razas y el 1.7% pertenecían a dos o más razas. Del total de la población el 3.02% eran hispanos o latinos de cualquier raza.